# 妙法寺 (津山市)
妙法寺（みょうほうじ）は、岡山県津山市西寺町にある日蓮宗の寺院。境内には狩野如林（絵師）、兼景（刀工）、飯塚竹齊（文人画家）、竹内文子（教育者）等の墓所がある。山号は長昌山。旧本山は京都妙覚寺、奠師法縁(奠統会)。

## 歴史
- 1440年ごろ鶴山城主山名忠政が鶴山の柳の段に妙王院を建立したのが始まりとされる[1]。建立時期について、『岡山県大百科事典　下』によれば嘉吉年間（1441～1444年）[2]、『作州城西史』によれば1440年（永享13年）ごろとされている[1]。その後、1604年（慶長9年）森忠政は鶴山築城に際して南新座に移し、さらに城下町づくりにともない、1617年（元和3年）に現在の西今町に移った[2]。

## 旧末寺
日蓮宗は昭和16年に本末を解体したため、現在では、旧本山、旧末寺と呼びならわしている。
- 福聚山無量寺(岡山県苫田郡鏡野町入)
- 妙法山經王寺(津山市下野田)

## 文化財
- 本堂　岡山県指定文化財　正面5間、側面6間、向拝1間、高さ約15m[1]1653年（承応元年）建立[3]。
- 鐘楼　津山市指定文化財　妙法寺本堂脇に立つ袴腰付の鐘楼[4]。梵鐘には「元禄第五壬辰暦」の年紀がある[5]。
- 鰐口　津山市指定文化財　青銅製で面径約53cm、胴径56cm、重量約25.5kgで、藤原摂津守家次善太夫の作銘がある[6]。銘文によれば1613年（慶長18年）作州津山冨川村妙法寺に寄進する旨がある[7]。

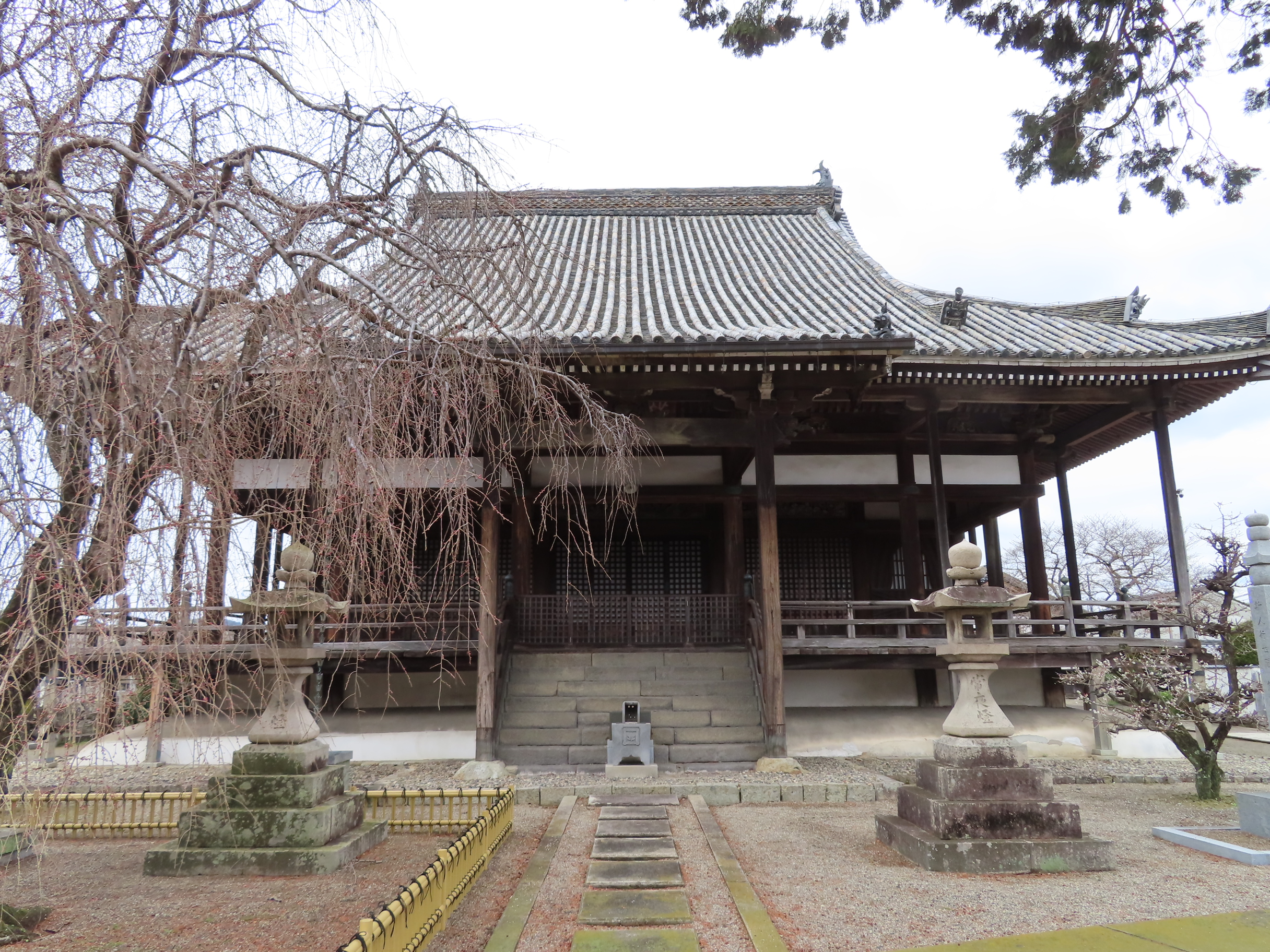
本堂
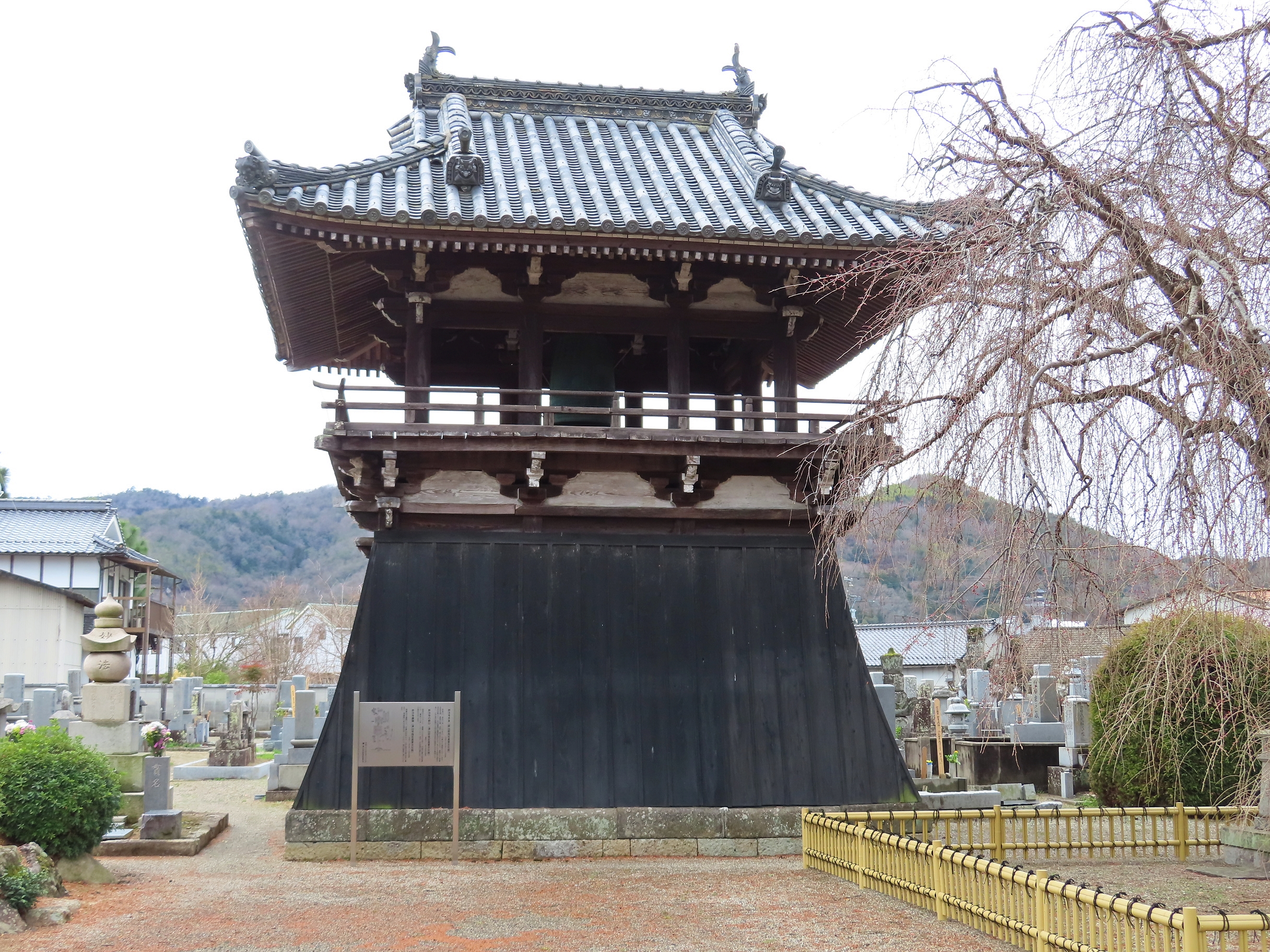
鐘楼

## 参考資料
- 日蓮宗寺院大鑑編集委員会『宗祖第七百遠忌記念出版 日蓮宗寺院大鑑』大本山池上本門寺 (1981年)
- 『津山の文化財』津山市教育委員会
- 『岡山県の地名　日本歴史地名大系34』平凡社（2007年）